# Crataegus vulsa
Crataegus vulsa är en rosväxtart som beskrevs av Chauncey Delos Beadle. Crataegus vulsa ingår i Hagtornssläktet som ingår i familjen rosväxter. Inga underarter finns listade i Catalogue of Life.